# Рубінгер Роман Павлович
Рома́н Па́влович Рубінґер (7 квітня 1893, Снятин — 19 травня 1964, Коломия) — український скрипаль і педагог, засновник і директор Коломийської музичної школи.

## Життєпис
Роман Рубінгер та його брат Лев народилися в сім'ї службовця Павла Рубінгера в місті Снятині на Станиславівщині (нині Івано-Франківська область, Україна). Батько походив з німецького роду, але мати була українкою й виховала синів в українському дусі. Лев Рубінгер у своїх спогадах пише: 
|  | «…вся наша родина була зв'язана з українським народом і ми всі почувалися українцями, вважаючи нечестю відрікатися від свого народу за сумнівної вартості правні чи матеріальні привілеї…» |

Роман Рубінгер закінчив місцеву школу у 1902, навчався у Коломийській, а потім у Львівській академічній гімназіях, Львівській приватній музичній школі. Закінчив Вищий музичний інститут ім. Миколи Лисенка у Львові.

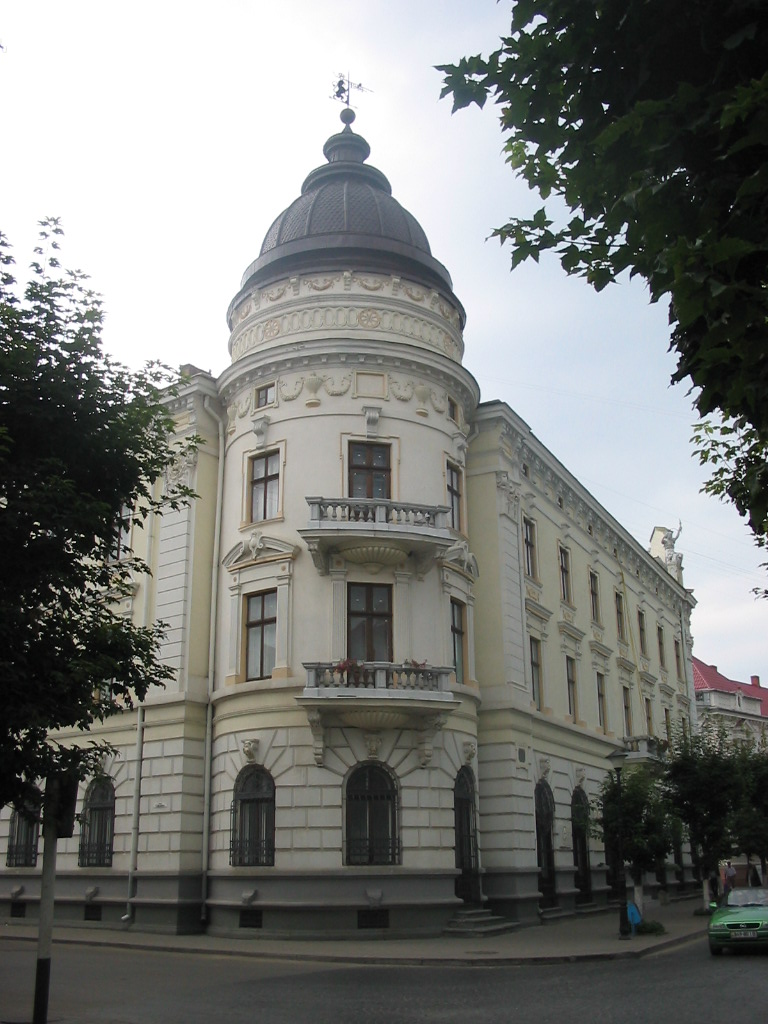
Будівля Народного дому у Коломиї
Тепер «Національний музей народного мистецтва Гуцульщини та Покуття імені Йосафата Кобринського»

Перша світова війна застала Романа Рубінгера як офіцера австрійської армії, воював на італійському фронті, був поранений у ліву руку. Коли був створений Легіон українських січових стрільців, він ввійшов до цього формування у чині поручника — 1 бригада УСС Осипа Букшованого.
Під час воєнних дій у «трикутнику смерті», захворів на тиф і там його на час лікування прихистила родина Дунайських. Дочка господаря Раїса закохалася у молодого Романа і вони побралися.
У 1920 році сім'я була змушена виїхати у Галичину до Коломиї, де активно включилися у культурно-мистецьке життя міста.
Тут Романа Рубінгера прийняли на посаду викладача скрипки в учительському семінарі Українського педагогічного товариства «Рідна школа» відкритого в приміщенні «Народного дому». Крім скрипки вчив грати на альті, віолончелі, контрабасі, і з учениць семінару створив камерний оркестр, який пізніше розрісся до симфонічного оркестру, у якому уже брали участь і учні чоловічої та жіночої гімназій. Одночасно керував хором у супроводі оркестру. Щонеділі хор співав Літургію в українській церкві, послухати яку приходили і поляки.

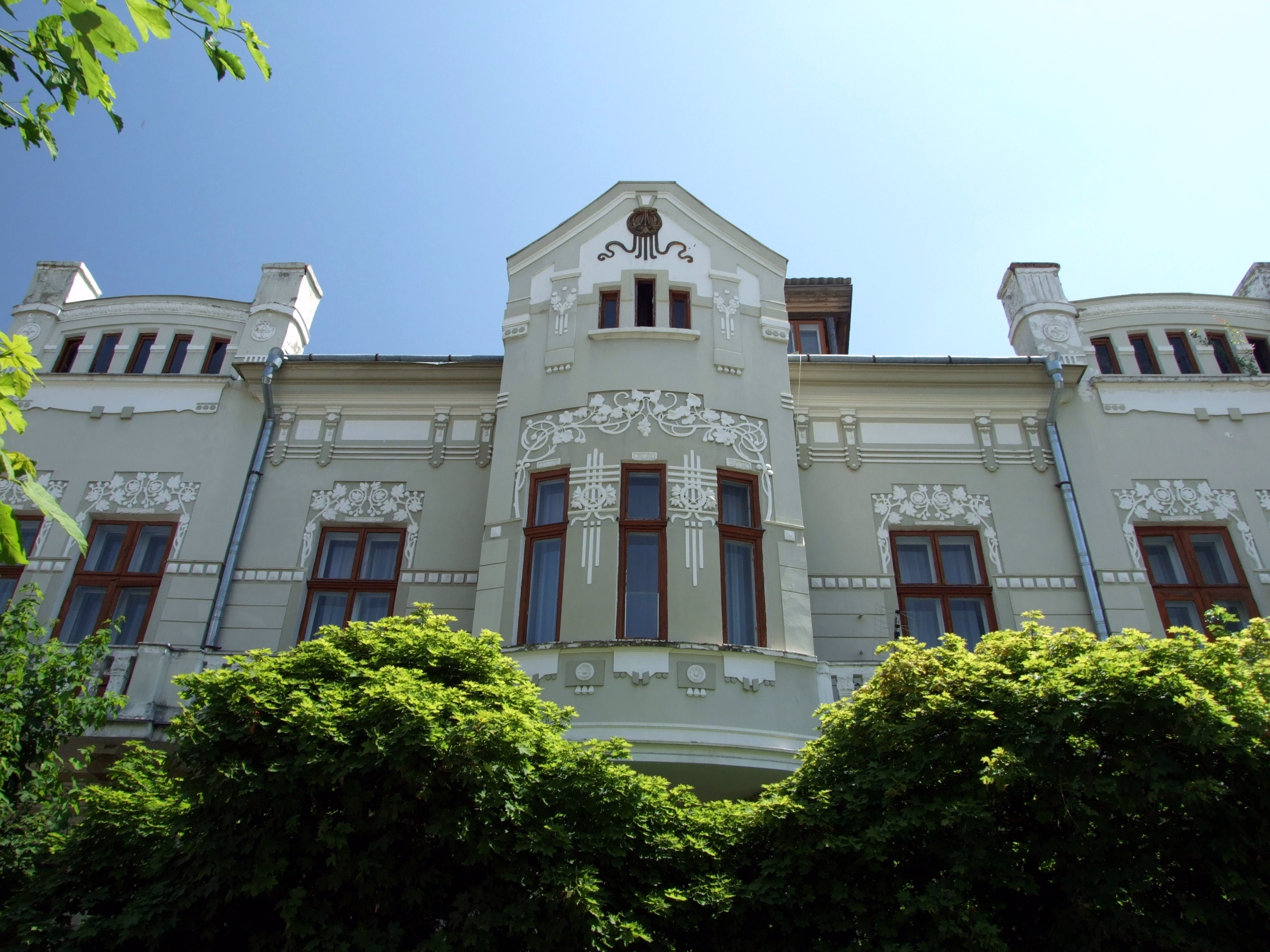
Коломийська музична школа

Диригування не оплачувалося, а одного разу, для купівлі фаготу, необхідного для симфонічного оркестру, віддав свою місячну зарплату — тому доводилося підробляти у міському кінотеатрі «Марс» супроводжуючи 2 сеанси німих фільмів грою на скрипці під акомпанемент фортепіано Марії Кічури.
З ініціативи композитора Станіслава Людкевича у Коломиї в 1928 була відкрита філія Вищого музичного інституту ім. Миколи Лисенка у Львові. Роман Рубінгер був її першим директором, вів у ній клас скрипки, викладав теоретичні дисципліни. 1930 року на запрошення Рубінгера до Коломиї переїздить викладати Галина Миколаївна Лагодинська. Вихованці філії вивчали музику від Баха до музики композиторів XX ст., зокрема українських, Станіслава Людкевича, Василя Барвінського, Нестора Нижанківського. Крім роботи у філії, Роман Рубінгер працював з хором чоловічої гімназії, з хором «Коломийський Боян». У «Коломийському Бояні» познайомився з Романом Ставничим — Рубінгер стає диригентом оркестру, Ставничий — диригентом хору. Музичні колективи давали багато концертів, виконували твори Гріга, Бетовена, Вагнера, Мендельсона, Шуберта, Бізе, кантати Лисенка «Б'ють пороги», «Радуйся, ниво неполитая» та інші твори. Була поставлена опера Миколи Лисенка «Ноктюрн». 1931 року диригував під час гастролей у Коломиї Михайла Голинського. 1937 року диригував на вечорі, присвяченому 40-річчю письменницької діяльності Ольги Кобилянської за її участі, коломийським театром імені Тобілевича зіграно виставу «Крицеві душі» за повістю «Апостол черні» у постановці Олекси Скалозуба. Перед початком Другої світової війни оркестр під його орудою супроводжував оперу «Запорожець за Дунаєм» Семена Гулака-Артемовського в постановці Антіна Рудницького.
Рубінгер доклав великих зусиль до відкриття першої української музичної школи в Коломиї у 1929 році. Працював у ній до смерті, згодом філію закрили, залишилася тільки музична школа. У радянський час Рубінгер працював спочатку директором музичної школи, а після призначення на цю посаду Н. Кибкала, завучем і викладачем скрипки.
1945 року диригував на постановці Семеном Ткаченком «Грози» Островського. Диригував шкільним симфонічним оркестром навіть після перенесеного інфаркту. У музичній школі працював до останніх днів.
Помер Роман Рубінгер у 1964 році через декілька тижнів після диригування симфонічнмм оркестром на конкурсі у Івано-Франківську. Похований на старому коломийському цвинтарі «Монастирок».

## Вшанування
У травні 2014 року на вшанування його пам'яті відкрито пропам'ятну дошку на фасаді музичної школи № 1 — авторства Ярослава Лобурака.